# باران‌ریزه یخ‌زن
باران‌ریزه یخ‌زن (انگلیسی: Freezing drizzle) به باران‌ریزه‌ای گفته می‌شود که در تماس با زمین یا جسمی در سطح یا نزدیک آن یخ می‌زند. این نوع باران در متار با کد FZDZ مشخص می‌شود.

## شکل‌گیری
اگرچه باران‌ریزه یخ‌زن و باران یخ‌زن از این جهت با هم شباهت دارند که هر دو شامل بارندگی مایع بالای سطح در دماهای زیر انجماد و یخ‌زدن بر روی سطح هستند، ولی سازوکارهای منتهی به شکل‌گیری و گسترش آن‌ها کاملاً متفاوت است. باران یخ‌زن زمانی شکل می‌گیرد که بارندگی منجمد از لایه‌ای در حال ذوب‌شدن فرو ریخته و به مایع تبدیل می‌شود، ولی باران‌ریزه یخ‌زن از طریق فرایند باران گرم فراسردشده تشکیل می‌شود، که در این فرایند قطرک‌های ابر به هم آمیخته‌شده و آنقدر سنگین می‌شوند که از ابر بیفتند، اما این فرایند در شرایط زیرانجماد روی می‌دهد. با وجود اینکه این فرایند در یک محیط زیرانجماد انجام می‌شود، اگر دمای محیط بالای ۱۸ درجه فارنهایت (۸- درجه سانتیگراد) باشد، آب مایع به‌دلیل فراسرمایش یخ نمی‌زند. اگر بلورهای یخ از قبل در این محیط حضور داشته باشند، قطرک‌های مایع روی این بلورها یخ می‌زند و قبل از اینکه به اندازه کافی بزرگ شوند تا از ابر بیفتند، به‌طور مؤثر حذف می‌شوند. در نتیجه، باران‌ریزه یخ‌زن در شرایط سطح پایین و کم‌عمق ابر پوشنی شکل گرفته و گسترش می‌یابد، جایی که اشباع هوا به‌طور کامل در زیر لایه‌ای رخ می‌دهد که در آن بلورهای یخ می‌توانند رشد کرده و گسترش یابند.